# Schloss Trebschen

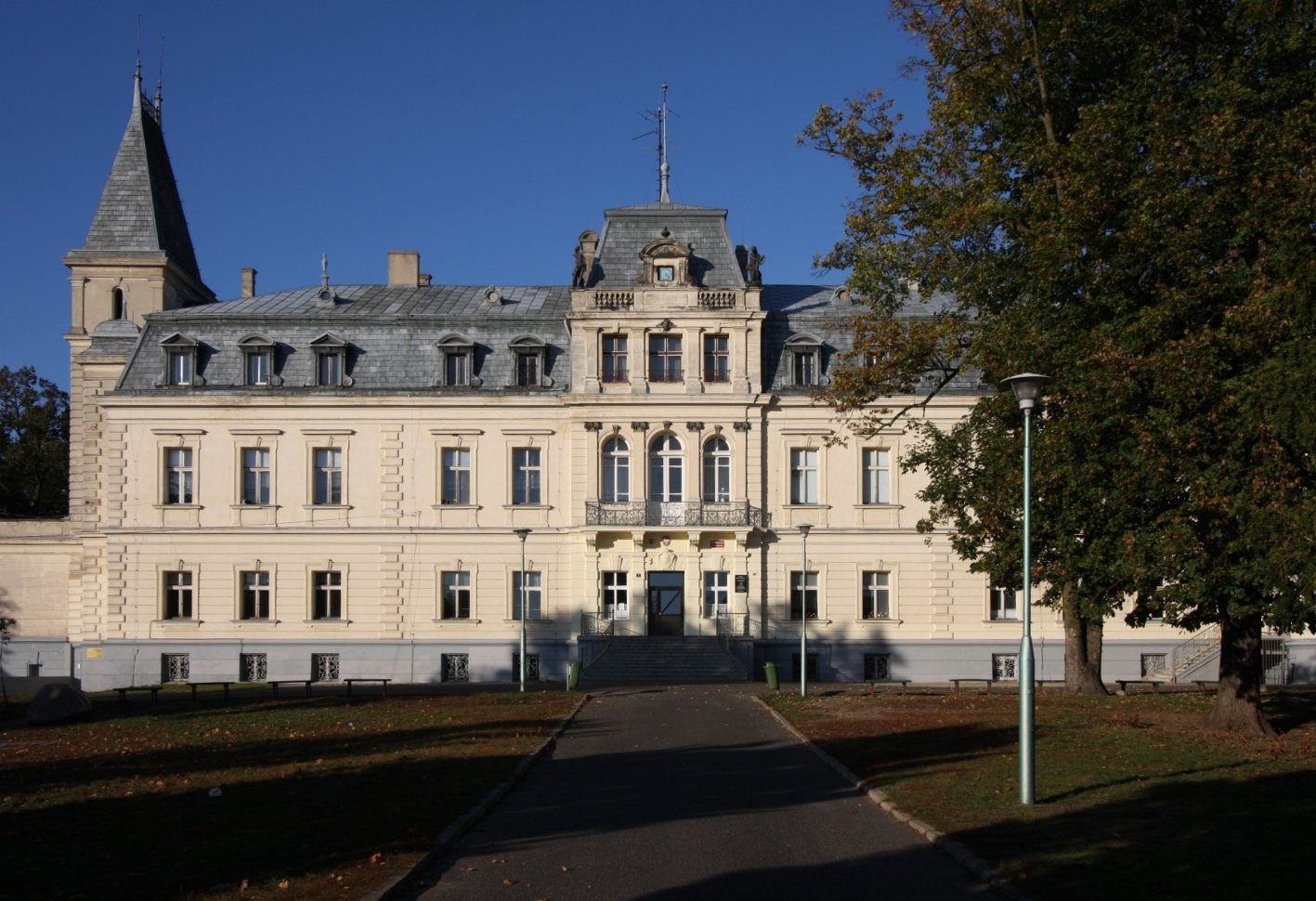
Schloss Trebschen

Das Schloss Trebschen (polnisch Pałac w Trzebiechowie) ist ein Schloss in Trzebiechów (Trebschen) in der Woiwodschaft Lebus in Polen.

## Geschichte
Trebschen wurde erstmals 1308 in einer vom Lebuser Bischof Friedrich I. ausgestellten Urkunde erwähnt; damals gehörte es zum Bistum Posen. 1442 gelangte das Gut Trebschen zusammen mit dem Gut Padligar (Podlegórz) an das Adelsgeschlecht Troschke, die hier einen Adelssitz errichten ließen. Zum Stammsitz der Familie gehörten Trebschen und Schwarmitz (Swarzenice). Im 17. und 18. Jahrhundert kamen viele protestantische Glaubensflüchtlinge nach Trebschen.
Im 18. Jahrhundert wurde das heutige Schloss errichtet und der zur Stadt erhobene Ort ausgebaut. 1765 kam Trebschen zusammen mit Radewitsch (Radowice) an die Fürsten Reuß-Köstritz, vertreten durch Heinrich XLIV. Graf Reuß, Herr von Plauen, seit 1817 Prinz, Sohn des Reichsgrafen Reuß, Oberhofmarschall, Wirklicher Geheimer Etat- und Kriegsminister sowie Direktor der Kurmärkischen Landschaft. Heinrich XLIV. Graf Reuß-(Köstritz) war 1753 in Berlin geboren und starb 1832 in Trebschen, er war zweimal verheiratet. Ihm folgte im Besitztum Heinrich IV. j. L. Fürst Reuß-Köstritz. Ab 1861 war dessen Bruder Heinrich VII. Prinz Reuß zu Köstritz der neue Besitzer von Trebschen. Der einflussreiche Kavallerie-General war sogar im Deutschen Adressbuch der Millionäre erwähnt.  Um 1880 gehörte direkt zum Herrensitz eine Gutsfläche von 404 ha, samt Ziegelei. Es war damals verpachtet an einen Ober-Antmann, Prinz Reuß selbst lebte in Wien. Vor der großen Wirtschaftskrise gehörte zum Gesamtbesitz des bestehenden Familienfideikommiss beinhaltete das Rittergut Trebschen mit 419 ha, davon verpachtet 140 ha in einzelnen Parzellen, sowie die ebenfalls in Pacht gegebenen Vorwerke Waldhof mit 140 ha, Luisenthal mit 77 ha. Zum Gutskomplex gehörten des Weiteren die Rittergüter Radewitsch mit 537 ha, Padligar 535 ha mit Vorwerk Minettenberg und Ostritz mit 662 ha. Eigentümer war Prinz Heinrich XXXII. Reuß j. L. (1878–1935), verheiratet mit Marie Adelheid Prinzessin zur Lippe. 1929 fand eine große Hochzeit auf Schloss Trebschen statt, die Tochter des Hauses, Sophie Renate, heiratete ihren Vetter Dr. jur. Heinrich XXXIV. Prinz Reuss (1887–1956). Das Paar bewohnte Schloss Stonsdorf im Riesengebirge. Im Schloss Trebschen lebten um 1929 Prinz Heinrich XXXII. Reuß, er teils auch in München, sowie sein Bruder Dr. phil. Heinrich XXXIII. und dessen beiden Kinder, die Mutter Viktoria Margarete Prinzessin von Preußen war 1923 verstorben.
Im Jahr 1943 ging Gut Trebschen durch Kauf an Adolf Fürst zu Bentheim-Tecklenburg über, dessen Tante Margarethe Gräfin Bentheim, eine geborene Prinzessin Reuß war.
Als Folge des Zweiten Weltkriegs fiel die Region 1945 an die Volksrepublik Polen. Heute befindet sich im Schloss eine Schule.

## Bauwerk
Das im 16. Jahrhundert errichtete Herrenhaus wurde im 19. Jahrhundert zu einem Schloss umgebaut, wobei das Herrenhaus auf beiden Seiten erweitert und an der Westseite ein Turm errichtet wurde, desseen Fassade nach Westen flächendeckend Bossenwerk zeigt. Das Schloss bildete zusammen mit Wirtschaftsgebäuden, Stallungen, Wagenremise, Reithalle, Kirche und Landschaftspark ein Ensemble. Ab 1880 wurde das Schloss durch Heinrich VII. umgebaut, wobei am Westturm ein Anbau errichtet wurde und das Äußere im Stil der französischen Neorenaissance umgestaltet wurde. Die Fenster sind rechteckig und von profilierten Faschen gerahmt, die Fenster des Ballsaals sind rundbogig geschlossen. Zum Haupteingang führt eine repräsentative Freitreppe. Der dreiachsige Pseudorisalit in der Mittelachse wird mit einer Dachgaube und Mansarddach bekrönt.